# Șerban Nichifor

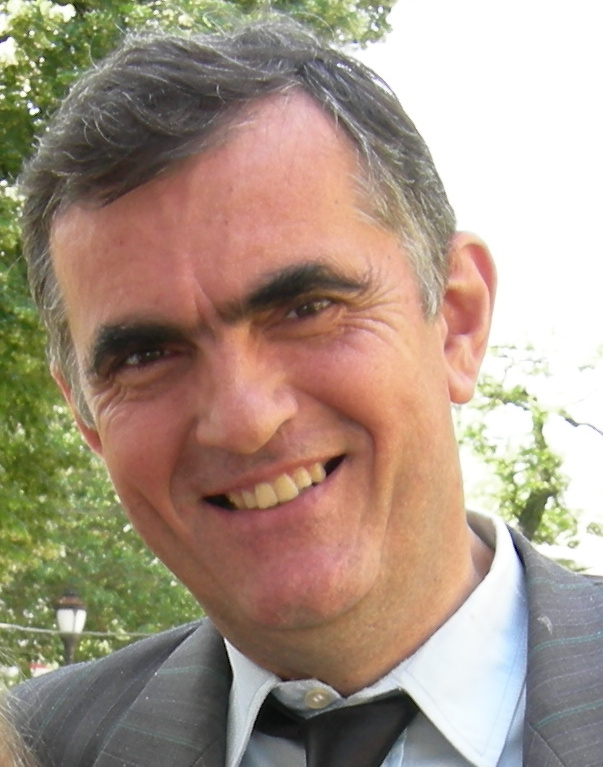
Șerban Nichifor, 2006

Șerban Nichifor (* 25. August 1954 in Bukarest) ist ein rumänischer Komponist und Cellist.

## Leben
Nichifor studierte von 1973 bis 1977 an der Nationalen Musikuniversität Bukarest. Er setzte seine Ausbildung als Komponist u. a. in Breukelen bei Ton de Leeuw und bei den Darmstädter Ferienkursen bei Morton Feldman und Brian Ferneyhough fort und studierte Dirigieren bei Sergiu Celibidache in München. Im Rahmen des International Visitor Leadership Program der United States Information Agency und der Stanford University konnte er 1982 am Center for Computer Research in Music and Acoustics der Universität arbeiten. Zusammen mit seiner Frau, der Komponistin Liana Alexandra gründete er 1990 die jährlich stattfindende Veranstaltungsreihe Nuova Musica Consonante – Living Music Foundation. Daneben absolvierte er von 1990 bis 1994 ein Studium an der Theologischen Fakultät der Universität Bukarest.
Neben der Mitgliedschaft in den Vereinigungen Vox Novus und Living Music Foundation ist Nichifor Mitglied in der Société belge des auteurs, compositeurs et éditeurs und der European Conference of Promoters of New Music und Vizepräsident der Rumänisch-Belgischen Gesellschaft. Er komponierte über 200 Werke, darunter acht Symphonien, drei Opern, ein Requiem, drei Kantaten, drei Instrumentalkonzerte, zahlreiche Kammer-, Vokal-, Chor- und elektroakustische Werke. Einige dieser sind im Zyklus „Shoah“ zusammengefasst, der den Märtyrern des Holocaust gewidmet ist. Er ist Preisträger zahlreicher Kompositionswettbewerbe und Träger des Rumänischen Verdienstkreuzes und des Komturkreuzes des Belgischen Kronenordens.